# Dornier Do 22
Dornier Do 22 là một loại thủy phi cơ của Đức, được phát triển trong thập niên 1930. Dù có hiệu năng tốt nhưng nó chỉ được chế tạo với số lượng nhỏ và chủ yếu dùng xuất khẩu.

## Biến thể
Do C3
Mẫu thử của Do 22, 2 chiếc
Do 22Kg
Phiên bản xuất khẩu cho Hy Lạp.
Do 22Kj
Phiên bản xuất khẩu cho Nam Tư.
Do 22Kl
Phiên bản xuất khẩu cho Latvia. Nhưng sau đó chuyển cho Phần Lan
Do 22L
Phiên bản trên bộ, lắp bộ càng thông thường. 1 mẫu thử.

## Quốc gia sử dụng
Phần LanKhông quân Phần Lan – 4 chiếc Do 22KI 
 Hy Lạp
- Không quân Hy Lạp

 Latvia
 Kingdom of YugoslaviaHải quân Hoàng gia Nam Tư - 12

## Tính năng kỹ chiến thuật (Do 22)
Dữ liệu lấy từ German Aircraft of the Second World War 

### Đặc điểm riêng
- Tổ lái: 3
- Chiều dài: 13,12 m (43 ft 0½ in)
- Sải cánh: 16,20 m (53 ft 1¾ in)
- Chiều cao: 4,85 m (15 ft 11 in)
- Diện tích cánh: 45,0 m² (482,2 ft²)
- Trọng lượng rỗng: 2.600 kg (5.733 lb)
- Trọng lượng có tải: 4.000 kg (8.820 lb)
- Động cơ: 1 × Hispano-Suiza 12Ybrs, 641 kW (860 hp)

### Hiệu suất bay
- Vận tốc cực đại: 350 km/h (189 knots, 217 mph) trên độ cao 3.000 m (9.840 ft)
- Vận tốc hành trình: 310 km/h (168 knots, 193 mph)
- Tầm bay: 2.300 km (1.428 mi)
- Trần bay: 9.000 m (29.500 ft)
- Vận tốc lên cao: 5.000 m (16.400 ft) trong 13 phút

### Vũ khí
- Súng: 4 × súng máy MG 15 7,92 mm (.312 in)
- Bom: 1 quả ngư lôi 800 kg (1.764 lb) hoặc 4 quả bom 50 kg (110 lb)